# Joudry
 (juin 2015).
Le Joudry est un ruisseau français du département du Loiret situé dans le bassin de la Seine.
La rivière est un affluent du canal d'Orléans.

## Géographie
La longueur de son cours d'eau est 2,6 km.
Il prend sa source à Vieilles-Maisons-sur-Joudry où il se jette dans le canal d'Orléans à l'étang de Grignon.